# Паризька конференція (1954)
Пари́зька конфере́нція 1954 ро́ку — міжнародна конференція по визначенню статусу Західної Німеччини, що пройшла 19-23 жовтня 1954 року у столиці Франції Парижі. Результатом конференції стало підписання 23 жовтня 1954 року Бельгією, Великою Британією, Італією, Канадою, Люксембургом, Нідерландами, Німеччиною, Сполученими Штатами Америки та Французькою республікою цілого комплексу документів військового та політичного характеру, або так званих Паризьких угод (англ. Paris Agreements, Paris Pacts, or Paris Accords). Згідно з цими угодами Федеративна Республіка Німеччина отримала повний суверенітет, припинено її окупацію і їй дозволено вступ до НАТО. Крім того, 23 жовтня 1954 року Західна Німеччина та Італія приєдналися до Брюссельського договору. Угоди набрали чинність 5 травня 1955 року.

## Передісторія
По закінченні Другої світової війни територія Західної Німеччини була окупована військами союзників по антигітлерівській коаліції і ФРН не вистачало власних фінансових та оборонних ресурсів. 18 квітня 1951 року у Парижі підписано Паризький договір (англ. Treaty of Paris; фр. Traité de Paris), перший з чотирьох основоположних договорів Європейського Союзу. З набуттям цим договором чинності 23 липня 1952 року утворено Європейське об'єднання вугілля і сталі (англ. European Coal and Steel Community, ECSC), до якого увійшли Бельгія, Західна Німеччина, Італія, Люксембург, Нідерланди та Франція і яке об'єднало вугільні та сталеливарні ресурси країн-учасниць щоб у такий спосіб економічно інтегрувати їх та запобігти появі нової війни в Європі. Європейська спільнота з вугілля та сталі пропрацювала весь передбачений Паризьким договором термін — 50 років і припинила своє існування 22 червня 2002 року. Кардинально відмінна доля спіткала інший договір цих шістьох країн Західної Європи, котрі, побоюючись можливої радянської агресії до європейських країн, 7 травня 1952 року у Парижі підписали трактат про створення Європейського оборонного співтовариства, ЄОС (англ. European Defense Community, EDC, фр. Communauté européenne de défense, CED). Згідно цього договору залановано було створити європейську армію, котра мала нарахувати 40 національних дивізій по 13 тисяч однаково обмундированих військовослужбовців у кожній. Підписаний договір мав бути ратифікованим всіма національними парламентами країн-учасників. Але ідея створення Європейського оборонного співтовариства 30 серпня 1954 року була відкинута Національними зборами Франції, тому виникла необхідніть пошуку нового рішення.

## Лондонська конференція
Після відмови ратифікації трактату щодо ЄОС у Франції (30 серпня 1954 року) з новою об'єднавчою ініціативою виступив міністр закордонних справ Великої Британії Ентоні Іден. Скликано нараду, метою якої мало стати вирішення проблем, що повстали у зв'язку з фіаском проекту Європейського оборонного співтовариства. Крім того, не міг всупити у дію німецький Загальний договір (нім. Generalvertrag, а також Deutschlandvertrag - Німецький договір), підписаний 26 травня 1952 року, який західні союзники уклали з ФРН.
Згадана конференція за участі делегацій Сполучених Штатів Америки, Канади, п'яти країн-учасників Брюссельського Пакту (Франції, Великої Британії та країн Бенілюксу), Італії і Федеративної Республіки Німеччини пройшла у Лондоні у період з 28 вересня по 3 жовтня 1954 року. Учасники конференції вирішили, що ФРН приєднається до Північноатлантичного договору, а також, разом з Італією, до Брюссельського договору. США, Велика Британія і Франція були одностайні у своєму прагненні щодо завершення окупації Західної Німеччини. Натомість предметом дискусії став правовий статус Протекторату Саару, на той момент практично анексованого Францією. Розглядалась, між іншими варіантами, можливість утворення на основі протекторату нової незалежної держави, так званого «Саарланду».
Дискусія, розпочата в Лондоні, була продовжена 19–23 жовтня 1954 року у Парижі, де досягнуто остаточного порозуміння між її учасниками.

### Керівники делегацій
| - Бельгія — прем'єр-міністр Поль-Анрі Спаак - Велика Британія — міністр закордонних справ Ентоні Іден - Італія — міністр закордонних справ Гаетано Мартіно - Канада — прем'єр-міністр Лестер Пірсон - Люксембург — прем'єр-міністр Жозеф Беш | - Нідерланди — міністр закордонних справ Йохан Віллем Бейен - Німеччина — канцлер Конрад Аденауер - США — державний секретар Джон Фостер Даллес - Франція — прем'єр-міністр П'єр Мендес-Франс |

## Паризька конференція
20-23 жовтня делегації знову зустрілися у Парижі, де відбулася міжурядова конференція з наступним засіданням Ради НАТО, щоб втілити рішення, досягнуті у Лондоні у вигляді офіційних заяв та протоколів, до рівня підписаних договорів. «Протокол №1 змін та доповнень Брюссельського договору» (англ. Protocol No. I Modifying and Completing the Brussels Treaty) формально дозволив приєднання до нього Західної Німеччини та Італії. Західноєвропейський союз (англ. Western European Union, WEU), створений на основі  Брюссельського договору, хоча і не був таким широким або потужним, як раніше запропоноване Європейське оборонне співтовариство, тим не менш, його створення було достатньо для набрання чинності Німецького договору і, отже, припинення окупації Західної Німеччини і визнання цієї країни союзником в холодній війні.
Загалом було цілих дванадцять міжнародних угод, підписаних у Парижі . Боннсько-Паризькою конвенцією (англ. Bonn–Paris conventions) закінчилася окупація Західної Німеччини. Західна Німеччина «отримувала повний суверенітет» 5 травня 1955 року (хоча фактично «повного суверенітету» не було отримано, він наступив лише після Угоди Два плюс чотири у 1990 році). Договір також дозволив військам західних союзників надалі залишатися на території Західної Німеччини.